# Manuel Pereira da Costa
Manuel Pereira da Costa (* 12. September 1915 in Pocinhos, Paraíba, Brasilien; † 25. Juli 2006) war ein brasilianischer Geistlicher und römisch-katholischer Bischof von Campina Grande.

## Leben
Manuel Pereira da Costa empfing am 23. März 1940 das Sakrament der Priesterweihe.
Papst Pius XII. ernannte ihn am 31. Mai 1954 zum Weihbischof in Paraíba und Titularbischof von Tinum. Der Bischof von Nazaré, Carlos Gouvêa Coelho, spendete ihm am 15. August desselben Jahres die Bischofsweihe; Mitkonsekratoren waren Zacarias Rolim de Moura, Bischof von Cajazeiras und Luis do Amaral Mousinho, Bischof von Ribeirão Preto.
Papst Johannes XXIII. ernannte ihn am 20. Juni 1959 zum Bischof von Nazaré. Am 23. August 1962 wurde er zum Bischof von Campina Grande ernannt.
Er nahm an allen vier Sitzungsperioden des Zweiten Vatikanischen Konzils als Konzilsvater teil. Papst Johannes Paul II. nahm am 20. Mai 1981 seinen vorzeitigen Rücktritt an.